# Herman Miller
MillerKnoll, Inc. eller Herman Miller (NASDAQ: MLKN

) er en amerikansk møbelproducent, der producerer møbler til kontor og bolig. Deres kendeste møbeldesigns er: Aeron chair, Noguchi table, Marshmallow sofa, Mirra chair og Eames Lounge Chair.
Herman Miller blev etableret i 1905 som Star Furniture Co.